# František Slaměník
František Slaměník (4. října 1845 Radslavice – 2. července 1919 Přerov) byl český pedagog a badatel o Janu Ámosu Komenském.

## Život

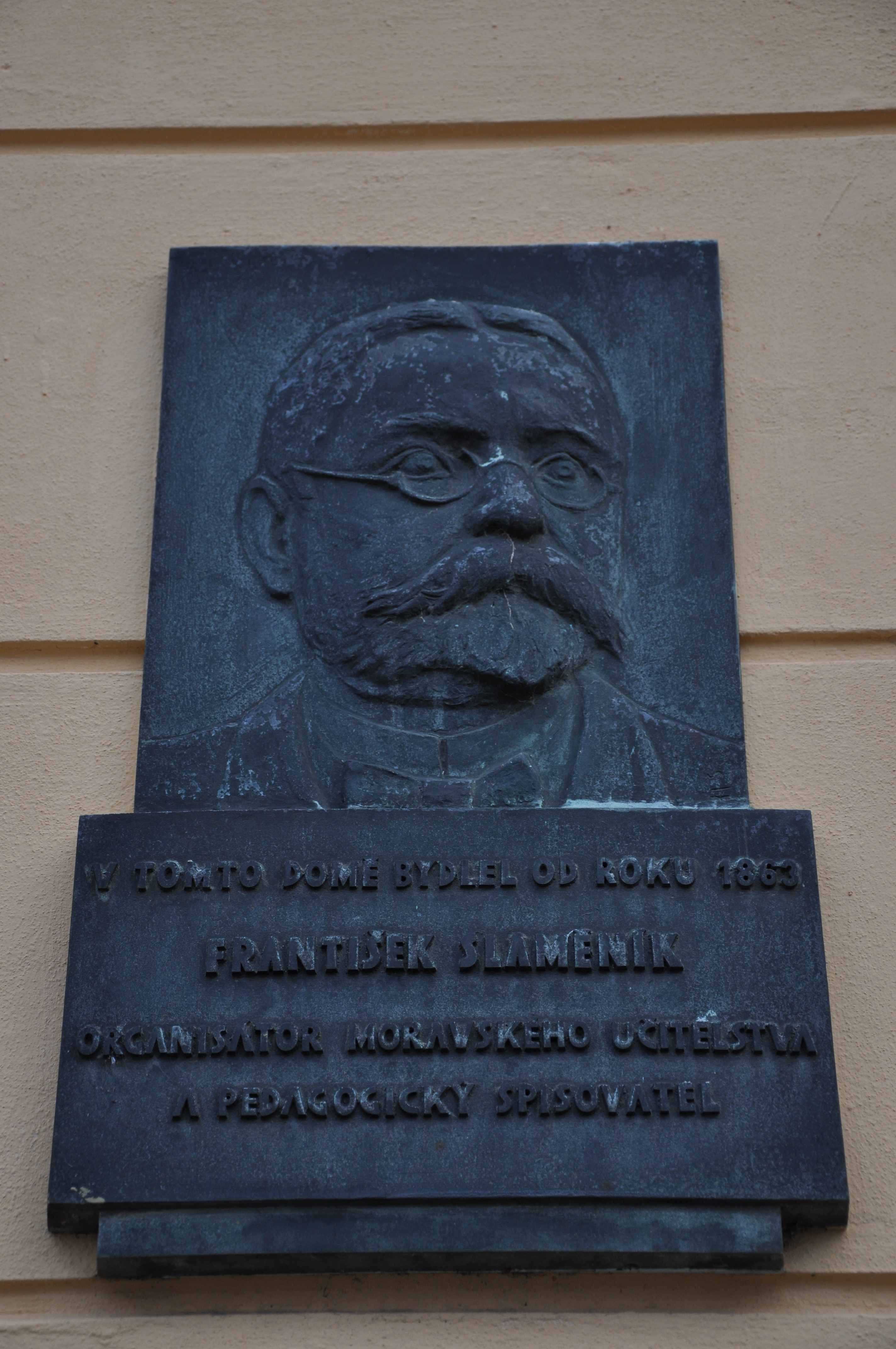
Pamětní deska od sochaře Sylvestra Harny na domě v Kroměříži, kde od roku 1863 žil

Nejvýznamnější rodák obce Radslavice, okres Přerov. Jeho jméno bylo na dlouhá desetiletí synonymem pro bádání o Komenském v Přerově. Jeho soukromý zájem o dějiny Jednoty Bratrské a o Komenského přerostl v roce 1888 v založení Muzea Komenského, prvního svého druhu na světě. Díky jeho úsilí se Přerov stal centrem komeniologie. Na své vlastní náklady sbíral Komenského knihy a informace publikoval v časopise Komenský, který sám přes 27 let redigoval. Byl činný také v mnoha učitelských organizacích. V roce 1883 uspořádal v Brně učitelský sjezd, kterého se zúčastnilo 1 200 učitelů.
Ve svém autobiografickém díle Vzpomínky starého učitele podává obraz společnosti konce 19. století a popisuje dějiny učitelství na Moravě v druhé polovině 19. století.
Zemřel roku 1919 v Přerově a byl pohřben na místním městském hřbitově.
V rodných Radslavicích, v Přerově a v Brně Maloměřicích jsou po něm pojmenovány ulice.

## Dílo
- Vzpomínky starého učitele (1907) [6]
- Staré tisky českých biblí  (1919) [7]